# الصم في إيطاليا
من بين ما يقرب من 59 مليون شخص في إيطاليا، يعاني حوالي 3.5 مليون إيطالي من شكل من أشكال فقدان السمع. ومن بينهم نحو 70 ألف شخص يعانون من الصمم الشديد. ويشير الاتحاد الأوروبي للصم إلى أن غالبية الصم في إيطاليا يستخدمون لغة الإشارة الإيطالية (LIS). أصبحت لغة الإشارة الإيطالية (LIS) لغة إشارة رسمية في إيطاليا منذ عام 2021. لقد صادقت إيطاليا، من بين بلدان أخرى، على اتفاقية حقوق الأشخاص ذوي الإعاقة، وتعمل ببطء على تحسين ظروف الأشخاص الصم في إيطاليا. تكافح العديد من المنظمات الكبرى في إيطاليا من أجل حقوق الصم وتنشر الوعي بالوكالة الوطنية الإيطالية لحماية ومساعدة الصم (ENS، Ente Nazionale Sordimuti) والعائلات الإيطالية المرتبطة بالدفاع عن حقوق الأفراد الصم وضعاف السمع (FIADDA). ويحصل الأطفال حديثو الولادة في إيطاليا أيضًا على فحوصات سمع شاملة. يتجه التعليم في إيطاليا نحو التعلم الشفهي، على الرغم من استخدام لغة الإشارة أيضًا. لغة الإشارة الإيطالية هي لغة مستقرة ويستخدمها حوالي 40.000 مستخدم في إيطاليا.

## ظهور اللغة
يستخدم الصم في إيطاليا لغة الإشارة الإيطالية (lingua dei segni italiana، (علم المكتبات والمعلومات). تشمل المصطلحات الشائعة الأخرى المستخدمة في لغة الإشارة الإيطالية lingua dei gesti (لغة الإيماءات) وlingua dei sordi (لغة الصم). تتأثر لغة الإشارة الفرنسية وتتشابه معها في بعض الأمور. حدث هذا لأن أحد المعلمين الصم، توماسو سيلفستري، جلب في عام 1784 نظام الإشارة الفرنسي إلى إيطاليا وبدأ في تعليمه للأطفال.
ظهرت لغة الإشارة الإيطالية من خلال التقارب. كان مجتمع الصم في إيطاليا يفتقر إلى شكل من أشكال التواصل وبالتالي طور لغة الإشارة الفرنسية من خلال تأثيرات لغة الإشارة الفرنسية. يمكن أن تكون أنظمة المعلومات اللغوية مختلفة تمامًا في أجزاء مختلفة من إيطاليا. على سبيل المثال، فإن إشارة كلمة "أحذية" تختلف إقليميًا، وفي بعض الأحيان يمكن إرجاعها إلى مدرسة معينة. على وجه الخصوص، قامت إحدى المدارس، "جوليو تارا"، والتي كانت مشهورة بتعليمها الشفهي، بتوقيع "الأحذية" بطريقة فريدة "من المحتمل أن يكون ذلك نتيجة لجلسات علاج النطق التي عقدت في المدرسة". يمكن وصف لغة الإشارة الإيطالية بأنها لغة إشارة خاصة بمجتمع الصم، حيث أن معظم الأشخاص الصم فقط في إيطاليا يعرفونها.

## المنظمات الهامة

### الوكالة الوطنية الإيطالية للصم
الوكالة الوطنية الإيطالية لحماية ومساعدة الصم (الوكالة الإيطالية القومية للصم، Ente Nazionale Sordimuti ) كان نتيجة لتوحيد Federazione Italiana delle Associazioni per i Sordomuti (FIAS) واتحاد Sordomuti Italiani (USI)، الذي أنشئ في عام 1932. وهم جزء من الاتحاد العالمي للصم والاتحاد الأوروبي للصم. تعمل الوكالة الإيطالية القومية للصم مع "103 أقسام إقليمية و21 مجلسًا إقليميًا وأكثر من 50 تمثيلًا بين البلديات". 
تم تأسيس الوكالة الإيطالية القومية للصم بواسطة أنطونيو ماجاروتو. أنشأ ابنه، سيزار ماجاروتو، الاتحاد العالمي للصم. وُلِد أنطونيو ماجاروتو في إيطاليا وأصبح أصمًا في سن الثالثة بسبب التهاب السحايا. درس في معهد تي بيندولا للصم التابع للآباء البياريين. في عام 1932، أسس ماجاروتو وأصدقاؤه الوكالة الوطنية الإيطالية للصم، حيث شغل منصب الرئيس من عام 1932 إلى عام 1950. خلال حياته، كرّس نفسه ليكون صوتًا للطلاب الصم. أسس أيضًا في بادوفا أول معهد وطني للتعليم المتوسط والعالي للصم. حصل ماجاروتو أيضًا على درجة الدكتوراه الفخرية في العلوم الإنسانية من جامعة جالوديت في واشنطن.
يمكن للأعضاء التصويت والقيام بأدوار الحوكمة. وتخطط الوكالة الإيطالية القومية للصم أيضًا للأنشطة والفعاليات الثقافية والرياضية لجميع الأعضاء. تنظم الفروع المحلية دورات لغة الإشارة. كما يقدمون تدريبًا للمترجمين في المدن الكبرى بالإضافة إلى مساعدات في العثور على عمل. تنشط الوكالة الإيطالية القومية للصم على العديد من منصات التواصل الاجتماعي وتنشر أيضًا مقالات تتعلق بنشاطها، مثل "الوكالة الإيطالية القومية للصم في مؤتمر الجمعية الإيطالية لعلم اللغويات".
بشكل عام، تلعب الوكالة الإيطالية القومية للصم دورًا كبيرًا في مجتمع الصم من خلال "تعزيز اندماج الأشخاص الصم في المجتمع" بالإضافة إلى التركيز على مجالات "مثل التشريع والتعليم والتوظيف".

### صندوق ماسون بيركنز للصمم
تعمل هذه المنظمة على خلق بيئة إيجابية للأطفال الصم والصم المكفوفين في إيطاليا من خلال تعزيز علوم المكتبات والمعلومات وثقافة الصم. إنها منظمة غير ربحية أسستها إيلينا رادوتزكي في عام 1985، وهي باحثة أمريكية درست لغة الإشارة الإيطالية، بتمويل من ماسون بيركنز. تقوم MPDF بإنشاء وتوفير الأحداث الثقافية والمواد التعليمية مثل كتب الأطفال في علوم المكتبات والمعلومات والتدريب وفعاليات التواصل. أدارت هذه المنظمة قاموس لغة الإشارة الإيطالية (1992) كما عملت أيضًا على توسيع الفرص التعليمية للطلاب الصم الإيطاليين من خلال المنح الدراسية.

### رابطة العائلات الإيطالية للدفاع عن حقوق الأفراد الصم وضعاف السمع (FIADDA)
تأسست الجمعية في 6 مايو 1991، وتغير اسمها على مر السنين. يركز الآباء في هذه الجمعية على التعلم الشفهي لأبنائهم الصم باعتباره أحد قيمهم الأساسية. إنهم يشجعون بشدة التكامل من خلال التحدث شفهيًا لأن "اللغة اللفظية أكثر فائدة ووظيفية بالنسبة للصم". ويعتقدون أن لغة الإشارة ليست لغة رسمية، ونظرا لتنوع طبيعتها، فيجب أن تكون خيارا ثانيا مقارنة بالتحدث الشفهي. كما يقدمون الدعم للأسر التي لديها أفراد يعانون من ضعف السمع. ويفعلون ذلك من خلال إنشاء ندوات ودورات للمدارس تركز على كيفية تدريس إعادة تأهيل الفم. تركز المنظمة على إمكانية الوصول للأفراد الصم من حيث توفير موارد التحدث والترجمة في الوسائط.

### جمعية الترويج الاجتماعي لأطفال الصم البالغين (CODA)
تم تأسيس جمعية الترويج الاجتماعي هذه في عام 2014 بهدف "الاعتراف بالأطفال الذين يسمعون من آباء صم" في إيطاليا. تأسست منظمة CODA الدولية في عام 1983 على يد ميلي بروذر، خريجة جامعة جالوديت وهي أيضًا CODA سمعية في أمريكا. كانت الفكرة هي إنشاء مساحة حيث يمكن للأطفال مقابلة آخرين لديهم تجارب مماثلة بين ترجمة علوم المكتبات والمعلومات والتحدث. يمكن أيضًا لغير الأعضاء الانضمام كأعضاء داعمين ولكن لا يمكنهم أن يكونوا أعضاء مصوتين.
وتشارك المنظمة في أنشطة مختلفة، مثل التجمعات التي يتبادلون فيها الخبرات وإدارة العلاقات بين الآباء الصم والأطفال. ويعملون على تعزيز لغة الإشارة من خلال الدورات والأنشطة، إلى جانب إجراء البحوث بالتعاون مع الجمعيات والجامعات الأخرى فيما يتعلق بديناميكيات العلاقة بين أطفال الصم البالغين. خلال فصل الصيف، يقومون بتوفير معسكرات للصم وضعاف السمع في CODA "لتعزيز التكامل والاندماج" بالإضافة إلى منح دراسية للتعليم العالي. بشكل عام، تهدف جمعية CODA إلى مشاركة واستكشاف "تراثهم ثنائي اللغة والثقافة".

### التحالف العالمي لآباء الأطفال الصم أو ضعاف السمع (GPODHH)
تم تشكيل التحالف العالمي لآباء الأطفال الصم أو ضعاف السمع في عام 2008 في كومو بإيطاليا، في مؤتمر NHS 2008: ما بعد فحص السمع عند الأطفال حديثي الولادة من قبل مجموعة صغيرة من الآباء من الولايات المتحدة وأستراليا وإيطاليا. وتهدف هذه المبادرات إلى تحسين النظام والممارسات لتشجيع الاختيار المستنير وتمكين الأسر التي لديها أطفال صم أو ضعاف السمع. هناك العديد من المنظمات الأعضاء، واحدة منها هي Dai Genitori ai Genitori في إيطاليا. الجمعية في إيطاليا عبارة عن صفحة مدونة بشكل أساسي تم تحديثها آخر مرة في عام 2015. وتمتلك منظمات أعضاء أخرى مواقع إلكترونية توفر معلومات للأسر التي يعاني أطفالها من الصمم أو ضعف السمع في بلدانهم. يقدم برنامج GPODHH وجهة نظر آباء الأطفال الصم أو ضعاف السمع في عدد من المنتديات الدولية، بما في ذلك منتدى السمع العالمي وCIICA، وهو عضو في اللجنة الاستشارية التي تراجع وتحديث "أفضل الممارسات في التدخل المبكر المرتكز على الأسرة للأطفال الصم أو ضعاف السمع: بيان إجماع دولي".

## حقوق الإنسان/الحقوق المدنية

### الاعتراف الرسمي بـ لغة الإشارة الإيطالية
تم الاعتراف رسميًا بلغة الإشارة الإيطالية من قبل البرلمان الإيطالي في 19 مايو 2021، كجزء من مشروع قانون الإغاثة من فيروس كورونا الذي اعترف بلغة الإشارة الإيطالية (LIS) ولغة الإشارة اللمسية الإيطالية (لغة الإشارة الإيطاليةt) وروج لها وحمايتها. وهذا يعني الاعتراف الرسمي بمترجمي علوم المكتبات والمعلومات باعتبارهم مهنة وانتشار علوم المكتبات والمعلومات في المكاتب الحكومية.

### اتفاقية حقوق الأشخاص ذوي الإعاقة
اتفاقية الأمم المتحدة لحقوق الأشخاص ذوي الإعاقة هي اتفاقية بين الدول والأمم المتحدة لحماية حقوق الأشخاص ذوي الإعاقة. صادقت إيطاليا على اتفاقية حقوق الأشخاص ذوي الإعاقة في 15 مايو/أيار. كما انضمت إلى بروتوكول اختياري، مما يعني أنه سيُرسي هيكلًا للمساءلة. يتعين على كل دولة أن تقدم تقريرا بشأن كيفية تنفيذها للحقوق الواردة في وثيقة سياسة اتفاقية حقوق الأشخاص ذوي الإعاقة. وستقوم الأمم المتحدة بإعداد "قائمة قضايا" تتضمن مدخلات مدنية وسيتم إرسالها إلى إيطاليا، والتي سترد عليها إيطاليا في تقرير الدولة الطرف. وفي الوثيقة "معلومات من منظمات المجتمع المدني"، يشير المؤلفون إلى الثغرات في تقرير الدولة وكذلك الأولويات والقرارات. تم إعداد هذه الوثيقة من قبل العديد من المنظمات التي تناضل من أجل حقوق ذوي الإعاقة، بما في ذلك الوكالة الإيطالية القومية للصم، وهي جزء من وثائق اتفاقية حقوق الأشخاص ذوي الإعاقة.
وكان التقرير الأول والأخير الذي قدمته إيطاليا بشأن اتفاقية حقوق الأشخاص ذوي الإعاقة قد صدر في 21 يناير/كانون الثاني 2013، وكان من المقرر تقديمه في 15 يونيو/حزيران 2011. وفي تقرير الدولة، ذكرت إيطاليا فيما يتعلق بحقوق الأشخاص ذوي الإعاقة أنها اعترفت بلغة الإشارة وعززتها في القانون 104/92، إلى جانب التدريب المهني للمعلمين الداعمين. ومع ذلك، فإن الاعتراف الرسمي بنظم المعلومات المكتبية لا يزال غير مكتمل.  لا يزال قيد المعالجة (تم تقديم تقرير قبل الاعتراف الرسمي بـ لغة الإشارة الإيطالية في عام 2021).

### الاتحاد العالمي للصم
يسرد الاتحاد العالمي للصم على موقعه الإلكتروني مواد هامة تتعلق باتفاقية حقوق الأشخاص ذوي الإعاقة بالنسبة للأفراد ذوي الإعاقة السمعية. كما أنها تسرد الأهداف المهمة من أجل تعزيز حقوق الإنسان للأشخاص الصم.
تتضمن الإشارات الواردة في تقرير الدولة فيما يتعلق بحقوق الصم على وجه التحديد ما يلي:
- تم الاعتراف بالمادة 21 (ب) من اتفاقية حقوق الأشخاص ذوي الإعاقة من خلال المادة 21 من الدستور، والتي تمنح حرية التعبير "من خلال الكلمات الشفهية أو النصوص المكتوبة أو أي أداة أخرى". [22]
- ويشير تقرير الدولة إلى أن القانون 244/07 مدد إعفاء الأشخاص الصم من دفع ضريبة الترخيص على الهواتف المحمولة.
- ويشيرون أيضًا إلى أن "المشاركة الكاملة للصم في الحياة الاجتماعية" لا تزال قيد المناقشة في البرلمان.
- وفيما يتعلق بتوفير "تسهيلات معقولة في مكان العمل"، يقول التقرير إنه على الرغم من عدم وجود التزام قانوني بتوفير تسهيلات معقولة في إيطاليا، فإن المادة 2 من القانون 68/99 تتحدث عن قضايا تتعلق ببيئة العمل والعلاقات، و"وبالتالي يمكن اعتبارها شكلاً من أشكال التسهيلات المعقولة".[23]

مواد وأهداف اتفاقية حقوق الأشخاص ذوي الإعاقة التي لم يتم ذكرها في تقرير الدولة:
- المادة 2: توضح أن لغة الإشارة مساوية في مكانتها للغة المنطوقة.[22]
- 24.1: يتطلب من الحكومة ضمان نظام تعليمي شامل على جميع المستويات.[22]
- 24.4: يتطلب من معلمي الأطفال الصم أن يكونوا مؤهلين في لغة الإشارة.[22]
- الهدف 4.5: القضاء على الفوارق بين الجنسين.[22]
- الهدف 11.2، 11.7: توفير وسائل النقل المتاحة والوصول الشامل إلى الأماكن الآمنة.[22]

النقاط الواردة فيما يتعلق بحقوق الصم من "معلومات من منظمات المجتمع المدني":
- عدم توفير السكن المعقول في مجالات أخرى من الحياة بخلاف العمل.[20]
- جعل مؤهلات العاملين في المدرسة تشمل الطلاب ذوي الإعاقة؛ فالأشخاص ذوي الإعاقة لديهم مستوى تعليمي أقل مقارنة بالجمهور العام.[20]
- المادة 24، التعليم: لا يذكر تقرير الدولة ما إذا كانت متطلبات إمكانية الوصول موجودة في المدارس على أي مستوى، أو كيفية تقييم جودة التعليم، أو كيفية ضمان استمرارية التدريس، أو كيفية تعزيز تسجيل المعلمين ذوي الإعاقة، وليس فقط السماح لهم بذلك.[20]
- يتم جمع البيانات عن الأشخاص الصم من خلال المقابلات الهاتفية، مما قد يؤدي إلى تقويض البيانات.[20]

### مؤتمر ميلانو
انعقد مؤتمر ميلانو في إيطاليا عام 1880 أثناء المؤتمر الدولي الثاني لتعليم الصم في ميلانو، حيث حظروا استخدام لغة الإشارة في المدارس. من بين 164 مندوبًا، كان هناك شخص واحد فقط أصم، وهو جيمس دينيسون، مدير مدرسة كيندال في واشنطن العاصمة.  وقد أدى هذا إلى حدوث انقسام في تاريخ علوم المكتبات والمعلومات. قبل عام 1880، كان الأطفال الصم يتلقون تعليمهم باستخدام الإشارات أو يتلقون تعليمًا ثنائي اللغة، مما يعني أنهم كانوا يتعلمون علوم المكتبات والمعلومات ودرجات متفاوتة من الكتابة والتحدث. بعد حظر لغة الإشارة في عام 1880، ركزت المدارس بشكل صارم على اللغة الشفهية. ويؤدي هذا إلى فقدان المعلمين الصم لوظائفهم ويؤدي إلى انخفاض في عدد المتخصصين الصم في إيطاليا.
تمكنت لغة الإشارة الإيطالية من البقاء على قيد الحياة على الرغم من هذا الحظر لأن الطلاب كانوا يستخدمون لغة الإشارة خارج المدرسة.

## الكشف المبكر عن السمع والتدخل

### كشف
في دراسة استقصائية أجريت على مستوى البلاد في عام 2018، تلقى 95.3٪ من الأطفال حديثي الولادة اختبارات السمع. أصبح فحص السمع الشامل لحديثي الولادة إلزاميًا في توسكانا بإيطاليا منذ عام 2007. وبمرور الوقت، اعتمدت مناطق أخرى أيضًا هذه المبادئ التوجيهية. تستخدم كل منطقة منهجيات مختلفة وتحقق نتائج مختلفة. وقد تم تحديث المبادئ التوجيهية أيضًا على مر السنين.
ينقسم برنامج UNHS في توسكانا ومعظم المناطق إلى ثلاثة مستويات:
1. نقاط الولادة العامة والخاصة التي يمكنها إجراء اختبار TEOAE (الانبعاثات الصوتية الأذنية المستحثة العابرة). يمكن إجراء هذا الاختبار من قبل طاقم التمريض المدرب وأطباء حديثي الولادة وأخصائيي قياس السمع.[28][29]
2. خدمات السمع؛ عادةً في المستشفيات المتوسطة والكبيرة، يتم إجراء TEOAE واستجابات جذع الدماغ السمعية الآلية (A-ABR) بواسطة أخصائيي قياس السمع، وأطباء الأطفال، وأخصائيي السمع، وأطباء الأنف والأذن والحنجرة.[28][29]
3. مراكز مرجعية إقليمية يمكنها إجراء تقييمات سريرية وسمعية كاملة عند الأطفال، بما في ذلك TEOAE و DPOAE ( الانبعاثات الصوتية الأذنية المشوهة) و ABR (استجابات جذع الدماغ السمعية). كما يمكنهم أيضًا إجراء تشخيص كامل لفقدان السمع وتنشيط إعادة التأهيل للأطفال.[28][29]

وفقًا لعملية الفحص التي صممتها DASOE، يجب على جميع نقاط الولادة فحص الأطفال حديثي الولادة أثناء النوم التلقائي وقبل الخروج من المستشفى. الأطفال الذين ينجحون سيغادرون، والأطفال الذين لا ينجحون سيتم إعادة فحصهم خلال الشهر الأول باستخدام TEOAE. إذا كانت النتيجة لا تزال غير مضمونة، يتم إرسال المولود لإجراء اختبار على المستوى 2 (خدمات السمع)، وإذا كانت النتيجة لا تزال غير مضمونة، يتم إرساله خلال الشهر الثالث إلى المستوى 3 (مركز المرجع الإقليمي) للحصول على تشخيص نهائي والبدء في إعادة التأهيل في موعد لا يتجاوز الشهر السادس من العمر. سيتم إرسال الأطفال الذين اجتازوا الاختبار ولكن لديهم عوامل خطر لفقدان السمع المتأخر إلى مراكز المستوى 2 وإعادة تقييمهم كل 6 إلى 12 شهرًا خلال السنوات الثلاث الأولى. وتشمل بعض عوامل الخطر التاريخ العائلي، والمتلازمات المرتبطة بفقدان السمع، وانخفاض الوزن عند الولادة، والتهاب السحايا. ومن خلال الدراسات الاستقصائية، فإنه لا يزال من الواضح أن العديد من الأطفال يضيعون بين عمليات إعادة الفحص.

### تدخل
بعد تشخيص إصابة الطفل بمشاكل في السمع، لا يتم تقديم الكثير من الدعم أو البروتوكول. تعتبر خدمات الاستشارة نادرة، ويقوم المتخصصون بتوجيه الأطفال نحو التعليم الشفهي. يشجع التشريع الإيطالي الأطفال على الاندماج في المدارس العادية، لكن لغة الإشارة غير مشجعة. ومع ذلك، هناك بعض الدعم المتاح من المنظمات التالية:
- يقدم FIADDA روابط واتجاهات مفيدة للمراكز المرجعية المسؤولة عن إجراء عمليات زراعة القوقعة.[8]
- بدأت البطاريات المجانية من المجلس الإقليمي في عام 2009 لأجهزة السمع للمواطنين التوسكانيين، بغض النظر عن العمر أو الحالة. تتوفر أيضًا خدمة إصلاح المعينات السمعية من خلال المجلس الإقليمي.[8]
- يقدم مكتب فقدان السمع معلومات عن أجهزة السمع، بما في ذلك كيفية الحصول على الاتصال والتردد في براتو، وفقًا لـ Fiadda Tuscany والوكالة الإيطالية القومية للصم.[8]
- تجيب منظمة FIADDA Toscana على الأسئلة المتعلقة بدعم المدارس، والتطبيقات، والإعفاءات الضريبية، والخدمات القانونية.[8]
- "العائلة في المركز" هو مشروع تابع لـ الوكالة الإيطالية القومية للصم ويديره الاتحاد الأوروبي للصم. يهدف المشروع إلى تقريب الشباب الصم من القراءة وزيادة الوعي بهذا الموضوع بين الأسر.[31] لقد تعاونوا مع هواوي لإنشاء تطبيق يسمى StorySign الذي يترجم كتب الأطفال إلى لغة المكتبات والمعلومات.[31]

## الحرمان اللغوي
الحرمان اللغوي هو عدم وجود مدخلات لغوية متسقة وسهلة الوصول إليها في السنوات الأولى من الحياة. في إيطاليا، يعاني حوالي 1 من كل 1000 شخص من فقدان السمع. يولد حوالي 95% من الأطفال الصم في أسر تتمتع بالقدرة على السمع، ويولد حوالي 5% منهم لآباء صم. غالبًا ما ترغب الأسر التي تتمتع بالقدرة على السمع في أن يلتحق أطفالها بالمدارس العادية التي تشجع على زراعة القوقعة والتكامل. تم إغلاق جميع المدارس السكنية والمدارس الخاصة للصم تقريبًا باستثناء المدارس التجريبية ثنائية اللغة/ ثنائية النموذج. إن عدد قليل فقط من الأطفال الصم لديهم لغة الإشارة كلغة أولى، كما أن الأطفال الصم لآباء صم فقط هم الذين تعرضوا للغة الإشارة منذ الولادة. نادرًا ما يتمكن الأطفال الصم المولودون في أسر تتمتع بالقدرة على السمع من الوصول المبكر إلى لغة الإشارة، على الرغم من أنهم قد يكتسبونها في وقت لاحق.
وفي الدراسات التي أجريت بشأن تأثير أجهزة السمع وزراعة القوقعة، من الواضح أن الأطفال الذين تمكنوا من التعرض للغة شهدوا تغييرًا كبيرًا في مهارات اللغة. ومن المعروف أيضًا أن المشكلات السلوكية قد تكون سببًا لحرمان اللغة أو ضعف تطور اللغة لأن عدم القدرة على الفهم والتعبير يؤدي إلى التدخل في العواطف والقواعد الاجتماعية والتفاعلات. أظهر ما بين 30% إلى 50% من الأطفال الذين يعانون من فقدان السمع الشديد، سواء كانوا يستخدمون أجهزة سمعية أم لا، مشاكل سلوكية. أظهر الأطفال الذين تمكنوا من الوصول إلى اللغة من خلال زراعة القوقعة مستويات مماثلة من المشاكل السلوكية مثل زملائهم الذين يتمتعون بسمع طبيعي.

## التعليم الابتدائي والثانوي
غالبًا ما تضطر الأسر التي لديها أطفال صم إلى الانتقال حتى يتمكن أطفالهم من الالتحاق بالمدارس ثنائية اللغة أو مدارس الصم. توجد برامج تجريبية ثنائية اللغة وثنائية النموذج في إيطاليا. تعد Istituto Statale dei Sordi في روما، وScuola per i'infanzia Statale في كوساتو، وIstituto comprالوكالة الإيطالية القومية للصمivo Santini في نوفينتا بادوفانا، كلها أمثلة على البرامج ثنائية اللغة الموجودة في إيطاليا. تستخدم المناهج ثنائية اللغة كل من اللغة الإيطالية وعلم المكتبات والمعلومات. لغة الإشارة الإيطالية هي أيضًا فئة فردية، تستمر من ساعة واحدة إلى 6 ساعات كحد أقصى في الأسبوع. في أماكن مثل باليرمو، وجودونيا، وكوساتو، تعد لغة الإشارة الإيطالية دورة لغة ثانية للطلاب الذين يسمعون.
لا يتمتع الأطفال الصم الذين لا يشاركون في برامج خاصة بالقدرة على الوصول تلقائيًا إلى المترجمين أثناء الدراسة. قد يكون لديهم فقط إمكانية الوصول إلى مساعد الاتصال والمعلمين الذين لا يُضمن معرفتهم بلغة الإشارة. في الحالات التي يكون فيها للأطفال الصم مساعد اتصال/مساعد تدريس كفء في علوم المكتبات والمعلومات، سيحصل الطفل على تفسيرات فردية في علوم المكتبات والمعلومات لمدة 20 ساعة في الأسبوع. ومع ذلك، سيتم تقديم بقية المنهج باللغة الإيطالية المنطوقة. وهذا هو الحال عندما يكون هناك طفل أصم واحد فقط في فصل الأطفال الذين يسمعون.
وتقدم الحكومة الدعم من خلال ثلاثة فروع: المعلم الثاني، ومساعد الاتصال، وعلاج النطق. يعمل المعلم الثاني كمترجم داخل النظام المدرسي، حيث يوفر ما يقوله المعلم للطالب الصم. يعمل مساعدو الاتصالات في الفصول الدراسية وكذلك في المنازل والخدمات الأخرى التي تقدمها الدولة. إنهم يعملون على أساس العقود ويتداخلون في كثير من الأحيان مع المعلمين الثانويين. وتقدم الدولة أيضًا علاج النطق للعائلات.
من أجل التأهل كمدرس مساعد، هناك عدد مطلوب من ساعات التدريب على علوم المكتبات والمعلومات التي تقدمها وزارة التعليم العام. هناك أيضًا مشاريع تركز على تدريب الأشخاص الصم ليصبحوا مدربين في مجال التواصل. في دور الحضانة والمدارس الابتدائية، غالبًا ما يكون المساعدون العاملون من الصم.
وفقًا لدراسة أجريت في معهد الصم في تورينو، فإن تسجيل الطلاب الصم وضعاف السمع في الجامعات في تورينو بإيطاليا قد زاد خلال السنوات الخمس عشرة الماضية. تسجل الجامعات الثلاث في تورينو (جامعة تورينو، وجامعة البوليتكنيك في تورينو، وأكاديمية ألبرتينا للفنون الجميلة) ما بين 25 و35 طالبًا من الصم وضعاف السمع كل عام. لقد أحصوا ما مجموعه 81 طالبًا أصمًا في جامعة تورينو منذ عام 2000. يحصل معظم الطلاب الصم على درجة علمية في التعليم، ومن بين 22 طالبًا أصمًا تخرجوا، حصل عشرة منهم على درجة البكالوريوس، وأكمل أربعة درجة الماجستير، وسبعة مسجلون حاليًا في درجة الماجستير، وحصل واحد فقط على درجة الماجستير من المستوى الثاني. بشكل عام، هناك عدد قليل فقط من الطلاب الحاصلين على درجة الماجستير ولا يوجد مرشحين للحصول على درجة الدكتوراه.
في الجامعات، يتم توفير المترجمين في بعض المؤسسات للصم الذين يستخدمون لغة الإشارة. يحق للطلاب الصم وضعاف السمع أيضًا الحصول على خطط دروس فردية ودعم خاص، مثل الدروس الخصوصية. بعد التسجيل في الجامعة، يجب على الطالب التقدم بطلب للحصول على الخدمة في مكتب الإعاقة، وبعد المقابلة، يتم تصميم خطة فردية وتوقيعها من قبل المدرسة للطالب. سيكون لدى المكتب عدد محدد من ساعات التدريس والترجمة، بالإضافة إلى الخدمات الأخرى التي سيحتاجها الطالب. يتم تعيين الطلاب إلى مرشد متخصص في دراسات وتعليم الصم وضعاف السمع.
إن القضايا الحالية المتعلقة بالتعليم في إيطاليا هي معدل التسرب الدراسي وتوافر ساعات التدريس. مع زيادة عدد الطلاب الصم كل عام، تقل ساعات التدريس التي يتلقاها كل طالب بسبب انخفاض كمية الموارد المخصصة لقطاع التعليم وفقًا لسياسة مراجعة الإنفاق الوطني. من بين 81 طالبًا أصمًا مسجلين، انقطع 34 عن الدراسة، وهو ما يمثل ثلث إجمالي المسجلين. من القضايا الرئيسية التي ذكرتها الدراسة والتي تؤدي إلى التسرب هي عدم الاستمرارية. يفتقر الطلاب الصم إلى التوجيه المناسب في البرامج وينتقلون بين التخصصات، مما يؤدي إلى قضاء الطلاب الصم في المتوسط سنوات أطول لإكمال الجامعة. وتشير الدراسة أيضًا إلى أنه في حين تريد اتفاقية الأمم المتحدة لحقوق الأشخاص ذوي الإعاقة من الدول الأطراف إنشاء بيئة يمكن الوصول إليها عالميًا، فإن الجامعات تركز بشكل كبير على الدعم الخاص الفردي.

## توظيف
تطلب الحكومة من الشركات التي تضم ما بين 15 إلى 35 موظفًا توظيف فرد واحد على الأقل من ذوي الإعاقة. في المقابل، يتمكن أصحاب العمل من الحصول على إعانات ضريبية، ومساهمات في الأجور، وتعويضات عن التكيفات في مكان العمل. كان 44% من الأشخاص ذوي الإعاقة من سن 15 إلى 64 عامًا يعملون، على النقيض من 55.1% من إجمالي السكان العاملين في نفس العمر.
بار سينزا نومي : البار الوحيد المملوك للصم والذي يعمل به موظفون صم في إيطاليا. تم البدء في عام 2012 من قبل اثنين من الصم، سارة وألفونسو. يحصلون على البيرة من خلال صانع بيرة أصم ويقدمون دروس علوم المكتبات والمعلومات في المتجر.
الوكالة الإيطالية القومية للصم: مطعم مملوك للصم تم افتتاحه في عام 2018. يتم أيضًا إدارة المطعم بواسطة موظفين من الصم وطهاة قادرين على السمع. أرادت مالكة المطعم، فاليريا أوليفوتي، إنشاء مطعم لا توجد فيه حواجز بين العملاء الصم والعاملين. أرادت أن تُظهر للناس أن المطعم الذي يضم موظفين من الصم والبكم يمكنه العمل معًا في وحدة.

## الرعاية الصحية
غالبًا ما يفتقر الأشخاص الصم وضعاف السمع إلى القدرة على الوصول إلى الرعاية الصحية والمعلومات. أثناء جائحة كوفيد-19 في إيطاليا، لم يتمكن مجتمع الصم من الوصول إلى الكثير من المعلومات المقدمة للأشخاص الذين يسمعون. عادة، يتم تقديم المعلومات شفويا أو في شكل مكتوب. ومع ذلك، في إيطاليا، لا يُسمح بترجمة لغة الإشارة الإيطالية إلا لبرامج الأخبار. خلال البيانات الصحفية السابقة التي أصدرها رئيس الوزراء، تم ترجمة مقاطع الفيديو ولكن لم يتم تفسيرها في لغة الإشارة الأمريكية. كان على مجتمع الصم والوكالة الإيطالية القومية للصم الضغط والنضال من أجل توفير خدمات الترجمة في لغة الإشارة الإيطالية لإصدارات رئيس الحكومة. وعلى الرغم من أن البيانات الصحفية تم تفسيرها لاحقًا بسبب اختيار المصور للجماليات، فقد قرروا عدم تصوير المترجم والتركيز فقط على رئيس الوزراء. احتج مجتمع الصم، ومنذ ذلك الحين، قامت القنوات التلفزيونية بتعديل نوافذ المترجمين، وتم ترجمة جميع اجتماعات مجلس النواب إلى لغة الإشارة الأمريكية. وهكذا، عندما ألقى رئيس الوزراء خطابًا حول فيروس كورونا، تمت ترجمته أيضًا إلى اللغة الإنجليزية بواسطة مترجمين. أثناء الإغلاق في إيطاليا، بدأ مجتمع الصم أيضًا في استخدام أدوات تكنولوجيا المعلومات والاتصالات المرئية لنشر المعلومات لتقليل الاعتماد على الترجمة والترجمة التوضيحية. كان انتشار المعلومات خلال فترة فيروس كورونا نتيجة لعمل مجتمع الصم في الضغط وخلق الموارد لبعضهم البعض.
ويواجه الأشخاص الصم أيضًا صعوبات كبيرة في التواصل مع المهنيين الصحيين بسبب عدم القدرة على الوصول إلى مترجمي لغة الإشارة بالإضافة إلى نقص التدريب والتوعية بين المهنيين. أظهرت دراسة أجريت على مراجعة منهجية شملت عينة بنسبة 2% في إيطاليا التدخلات التي يمكن أن تحدث في الرعاية الصحية والتي من شأنها أن تقلل الفجوة. العامل الأكثر أهمية في تحقيق الرعاية العادلة للأشخاص الصم هو وجود مترجم لغة الإشارة. ولم يتضح بعد ما إذا كانت المستشفيات الإيطالية توفر مترجمين أم لا. وكانت الحساسية الثقافية والرعاية غير القائمة على الأحكام أيضًا من العوامل الرئيسية بالنسبة للمرضى الصم. كما تم تحديد برامج التعليم والتدخلات الصحية عبر الإنترنت كطرق لنشر المعلومات والوصول إلى الأشخاص الصم بشكل فعال. وفي المجمل، كانت هناك سبع تدخلات رئيسية، كما تشير الدراسات. وبناء على المراجعة، ظهرت رسالتان رئيسيتان. الأول هو أهمية التكنولوجيا. ويعتقد الباحثون أن التكنولوجيا قادرة على تحسين التواصل بين مقدمي الخدمات والمرضى بشكل كبير. والثاني هو أنه من المهم إشراك مجتمعات الصم كمساهمين في جميع خطوات تصميم التدخل وتنفيذه.

## الحفاظ على اللغة وإحياءها
تشير تقارير الاتحاد الأوروبي للصم إلى أن عدد مستخدمي نظام لغة الإشارة الإيطالية يبلغ حوالي 40 ألف مستخدم. تقع لغة لغة الإشارة الإيطالية على مقياس EGIDS من 5 إلى 6a، حيث لا يتم دعم اللغة من خلال المؤسسات الرسمية، ولكنها لا تزال القاعدة في المنزل والمجتمع أن يتعلم جميع الأطفال اللغة ويستخدمونها.
اعترفت الحكومة الإيطالية بلغة المكتبات والمعلومات كلغة رسمية في عام 2021، ويتم تدريسها، على الرغم من أن الحكومة والمجتمع يميلان نحو التعلم الشفوي. يتوفر تفسير لغة الإشارة الإيطالية أيضًا في التقارير الجديدة والبيانات الصحفية الحكومية الرئيسية ومقاطع الفيديو. توجد قواميس مختلفة لعلوم المكتبات والمعلومات. كما تقدم المنظمات الخاصة بالصم مثل الوكالة الإيطالية القومية للصم مقاطع فيديو وتعليمات لغة الإشارة الإيطالية للأطفال والبالغين. 